# Malas compañías: Historias anónimas de la corrupción
Malas compañías: Historias anónimas de la corrupción és un programa de reportatges presentat per Cristina Pardo i produït per Producciones del Barrio. Es va estrenar en La Sexta el 9 d'abril de 2017.

## Format
Programa de reportatges que des del prisma de persona anònimes comptaran els anys daurats de la corrupció espanyola de les principals comunitats del país. La corrupció valenciana, catalana, andalusa o madrilenya seran entre altres els principals objectius del programa. Cada cas es resoldrà en dos especials que s'emetran seguits, això no implica que es tornin a fer programes en un futur del mateix temari per a aprofundir encara més.

### Programes
| Programa | Títol                      | Dia d'emissió          | Audiència         | Ref   |
| -------- | -------------------------- | ---------------------- | ----------------- | ----- |
| 1        | Corrupción en Valencia I   | 9 d'abril de 2017      | 1 735 000 (10,3%) | [ 3 ] |
| 2        | Corrupción en Valencia II  | 16 d'abril de 2017     | 1 506 000 (9,3%)  | [ 4 ] |
| 3        | Corrupción en Catalunya I  | 28 de novembre de 2017 | 1 207 000 (6,9%)  | [ 5 ] |
| 4        | Corrupción en Catalunya II | 29 de novembre de 2017 | 1 260 000 (7,5%)  | [ 6 ] |
| 5        | Corrupción en Andalucía I  | 25 de març de 2018     | 1 314 000 (7,0%)  | [ 7 ] |
| 6        | Corrupción en Andalucía II | 1 d'abril de 2018      | 1 227 000 (7,3%)  | [ 8 ] |

## Audiència mitjana de Malas compañías: Historias anónimas...
| !Edició                                                    | Programes | Data      | Cadena   | Espectadors | Quota |
| ---------------------------------------------------------- | --------- | --------- | -------- | ----------- | ----- |
| Malas compañías: Historias anónimas... (Primera temporada) |           | 2017-2018 | La Sexta | 1 375 000   | 8,1%  |